# Achères (Cher)
Achères – miejscowość i gmina we Francji, w Regionie Centralnym, w departamencie Cher.
Według danych na rok 1990 gminę zamieszkiwało 335 osób, a gęstość zaludnienia wynosiła 26 osób/km² (wśród 1842 gmin Regionu Centralnego Achères plasuje się na 811. miejscu pod względem liczby ludności, natomiast pod względem powierzchni na miejscu 996.).